# Justina (cràter)
Justina és un cràter amb coordenades planetocèntriques de -33.64 ° de latitud nord i 108.91 ° de longitud est, sobre la superfície de l'asteroide del cinturó principal (4) Vesta. Fa 7.62 km de diàmetre. El nom adoptat com a oficial per la UAI el 28 de febrer de 2012. i fa referència a una Justina, segona muller de l'emperador romà Valentinià I.